# Jan Lužný
Jan Lužný (4. února 1926 Liptovský Mikuláš – 29. ledna 2013 Olomouc) byl český šlechtitel a expert na zahradnictví.
Vystudoval Vyšší hospodářskou školu v Přerově a  Vysokou školu zemědělskou v  Brně. Po dostudování pracoval na Výzkumném ústavu zelinářském v Olomouc. Mezi léty 1965–1992 pracoval jako vysokoškolský učitel na Vysoké škole zemědělské v Brně. Napsal více než 70 vědeckých a odborných prací v oboru šlechtitelství.
V roce 2006 obdržel medaili J. G. Mendela a v r. 2010 mu byl udělen titul emeritní profesor Mendelovy univerzity.
Po odchodu do důchodu se věnoval kromě odborné práce i dějinám zahradnictví a lokální historii, o které napsal několik článků. Zajímaly ho především Čechůvky, odkud pocházela jeho rodina a kde v mládí žil. Spolupodílel se na knize o Kapli sv. Otýlie v Čechůvkách.